# Museo Universidad de Navarra
Museo Universidad de Navarra es el museo de arte contemporáneo de la Universidad de Navarra. El edificio, ubicado en el campus de Pamplona y diseñado por el arquitecto navarro Rafael Moneo, fue inaugurado el 22 de enero de 2015 por los reyes Felipe VI de España y la Reina Letizia Ortiz.

## Historia y colección
La donación de la colección de María Josefa Huarte Beaumonten 2008 impulsó la creación del Museo Universidad de Navarra. La colección de María Josefa, hija del empresario y político navarro Félix Huarte Goñi, incluye 49 pinturas y esculturas de artistas como Pablo Picasso, Wassily Kandinsky, Eduardo Chillida, Antoni Tàpies, Mark Rothko, Pablo Palazuelo y Jorge de Oteiza. 
Además, esta donación se unió al legado del fotógrafo José Ortiz Echagüe recibida en 1981. Este legado fotográfico fue el germen de una colección cuyo proyecto artístico estratégico diseñaron Rafael Levenfeld y Valentín Vallhonrat por encargo de la Universidad. Hoy en día la colección fotográfica agrupa más de 22.000 fotografías y 100.000 negativos desde el siglo XIX hasta la actualidad, que cuenta con artistas contemporáneos (Joan Fontcuberta, Lynne Cohen, Roland Fisher, o Javier Vallhonrat), otros relevantes de la historia de la fotografía del siglo XIX (el vizconde de Vigier, Alphonse de Launay, Gustave Beaucorps, Jean Laurent o José Martínez Sánchez), representantes de la ‘nueva fotografía’ del siglo XX (Pere Català Pic o Josep Renau), o fotoperiodistas (como Robert Capa, Agustí Centelles o Henri Cartier-Bresson).
Desde el año 2002 el equipo artístico impulsó la creación contemporánea a través del programa de residencias artísticas "Tender Puentes", y en el año 2016 gracias al impulso de su entonces Director de Artes Escénicas y Música, José Manuel Garrido, se abrió el proyecto de creación a otras disciplinas artísticas como la danza, el teatro o la música bajo el nombre de Residencias Artísticas de Artes Escénicas y Música. Las residencias creativas del Museo, tanto Tender Puentes como las de Artes Escénicas y Música se recogen de forma documentada y con frecuencia dan lugar a reflexiones teóricas y prácticas en forma de libros divulgativos que recogen el proceso creativo y dan lugar a dos de las colecciones de publicaciones del Museo: Tender Puentes y Cuadernos de Creación respectivamente.
La colección recorre la historia de la fotografía en España, desde sus orígenes hasta nuestros días atendiendo a la fotografía desde su aspecto documental en su relación con lo real e imaginario. La construcción de lo real y el papel de la imagen en nuestra sociedad son señas de identidad de la colección que explora asimismo la influencia de esta disciplina artística en otras como la pintura, la escultura y promueve su diálogo con otras artes. Una colección viva que sirve de inspiración,

## Misión
El Museo asienta sus bases sobre tres pilares; la investigación y la creación, la docencia y la difusión del arte contemporáneo.

### Investigación
El Museo estará caracterizado por un acercamiento multidisciplinar al arte. Al nacer en el corazón de la Universidad, está rodeado de multitud de áreas de conocimiento, lo que da lugar a la investigación basada en sinergias. El Museo Universidad de Navarra busca puntos de encuentro entre las diferentes Facultades, Departamentos y Escuelas, y representa un nuevo centro de referencia internacional.

### Docencia
Asimismo, el Museo nace con vocación docente, como canal de formación de la comunidad universitaria y para dar un nuevo servicio a la sociedad de Navarra. La presencia del Museo en el campus pretende mejorar la calidad educativa en las aulas y ayudar a expandir el arte en todas facultades y en la vida universitaria de los alumnos, potenciando su capacidad creativa.

### Difusión
El Museo pone en diálogo su actividad artística con el panorama cultural y creativo contemporáneo regional, nacional e internacional a través de exposiciones temporales, presentaciones de las colecciones del Museo, y de programas públicos y eventos artísticos. Es un centro de cultura visual contemporánea que concentra y expande la actividad cultural, artística y académica de la Universidad de Navarra.

## Arquitectura
Rafael Moneo inauguró en enero de 2015 su obra más abstracta. El único arquitecto español ganador del Premio Pritzker (1996) fue el encargado del proyecto para el que ha querido dar un toque de abstracción en consonancia con la estética de artistas como Antoni Tàpies o Pablo Palazuelo y las obras de arte contemporáneo que albergará el centro artístico.
Con más de 11.000 m² útiles, el edificio consta de tres plantas y una terraza. Está concebido para estar perfectamente integrado en la vida académica del campus.
El edificio ocupa el valle entre dos colinas del campus universitario, uniéndolas, por lo que su respeto e integración en el entorno donde se emplaza es una característica relevante del edificio. Desde el Museo, el visitante obtiene una visión panorámica de todas las facultades y centros de la Universidad de Navarra. Este hecho proporciona la sensación de que el edificio abraza todas las disciplinas, una característica que coincide con la misión del naciente museo universitario: poner en diálogo el arte con todas las ciencias.

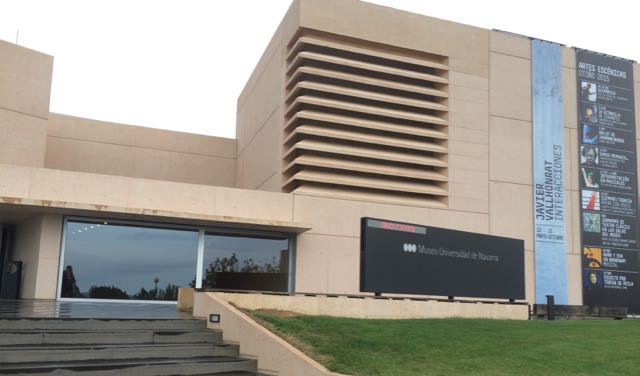
Entrada principal
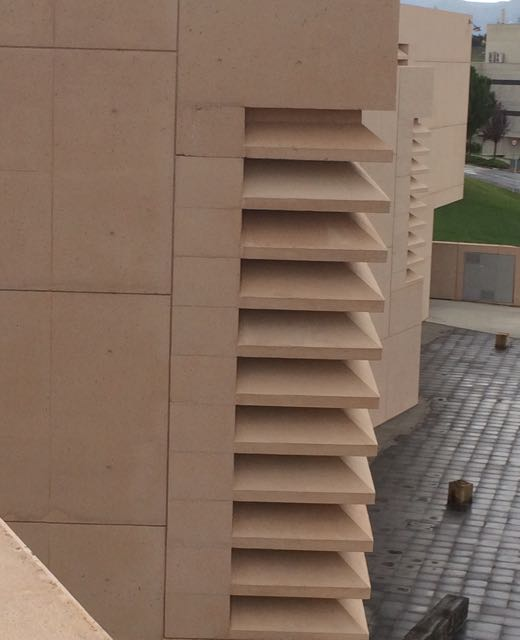
Detalle arquitectónico
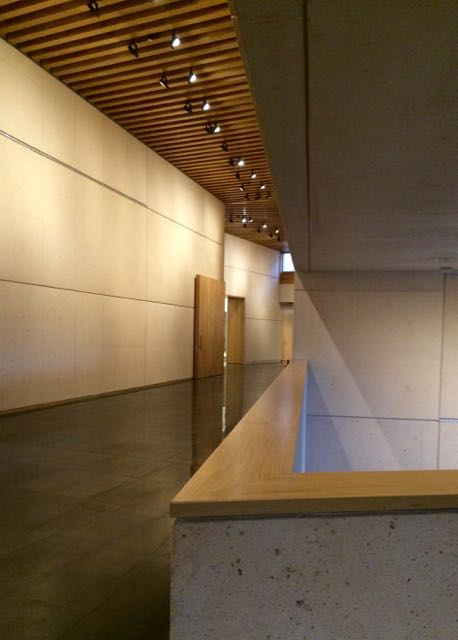
Interior del museo
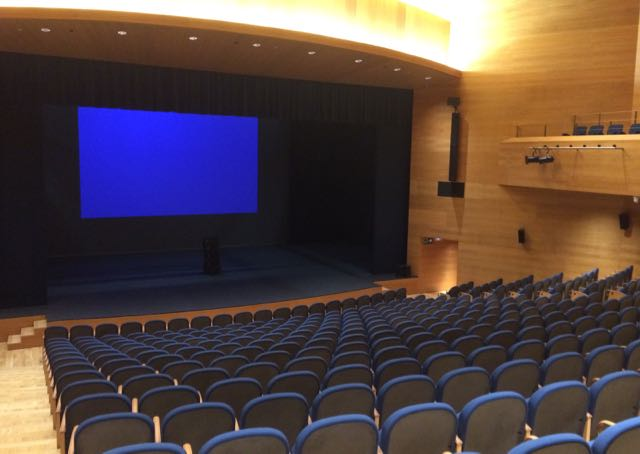
El auditorio

## Edificio
Rafael Moneo inauguró en enero de 2015 su obra más abstracta. El ganador del Premio Pritzker (1996) fue el encargado del proyecto para el que ha querido dar un toque de abstracción en consonancia con la estética de artistas como Antoni Tàpies o Pablo Palazuelo y las obras de arte contemporáneo que alberga el centro artístico.
Con más de 11.000 m² útiles, el edificio consta de tres plantas y una terraza. Está concebido para estar perfectamente integrado en la vida académica del campus.
El edificio ocupa el valle entre dos colinas del campus universitario, uniéndolas, por lo que su respeto e integración en el entorno donde se emplaza es una característica relevante del edificio y una declaración de intenciones, ya que busca incorporarse como espacio de aprendizaje dentro de la comunidad universitaria y de la ciudad. Desde el Museo, el visitante obtiene una visión panorámica de todas las facultades y centros de la Universidad de Navarra. Este hecho proporciona la sensación de que el edificio abraza todas las disciplinas, una característica que coincide con la misión del museo universitario: poner en diálogo el arte con todas las ciencias.

## Consejo de Dirección
El Consejo de Dirección del Museo Universidad de Navarra desde el curso 2024-25 está formado por: Jaime García del Barrio (director general), Jose Manuel Trillo (subdirector gerente), Gabriel Pérez-Barreiro (director artístico), Teresa Lasheras (directora artística), Elisa Montserrat (directora de comunicación). Anteriormente fueron directores artísticos: Valentín Vallhonrat y Rafael Levenfeld.